# Tomos Williams
Tomos Geraint Williams (Treorchy, 1 de enero de 1995) es un jugador galés de rugby que se desempeña como medio scrum y juega en los Cardiff Blues del euro–sudafricano Pro14. Es internacional con los Dragones rojos desde 2018.

## Selección nacional
Representó a su selección juvenil en 2013, compitiendo en el Campeonato Mundial donde el equipo finalizó octavo en Italia 2013.
Warren Gatland lo convocó a los Dragones rojos para disputar los test matches de mitad de año 2018 y debutó contra los Springboks, marcandoles un try en el Estadio Robert F. Kennedy. En los test matches de fin de año 2018 Williams jugó todos los partidos y les marcó un try a las Ikale Tahi.
Fue seleccionado para el Torneo de las Seis Naciones 2019 y en el primer partido le marcó un try a Les Bleus. Hasta el momento lleva en total siete partidos jugados y 15 puntos marcados, productos de tres tries.

## Palmarés
- Campeón de la Copa Desafío de 2017–18.